# Fejes Endre
Fejes Endre (Budapest, Józsefváros, 1923. szeptember 15. – Budapest, 2015. augusztus 25.) Kossuth- és József Attila-díjas magyar író, a Digitális Irodalmi Akadémia alapító tagja.

## Életpályája
Négy polgárit végzett, majd szabóinasnak állt. 17 éves korától vasesztergályos-tanuló volt. 1944-ben besorozták. A hadseregből megszökött, és Budapesten bujkált. 1945–1949 között Németországban, Franciaországban, Svájcban, Hollandiában és Olaszországban munkás volt. Megjárta többek között Európa legmélyebb szénbányáit Belgiumban. Később a Bosch-gyárban volt esztergályos, Budapesten. 1951-ben megpróbált disszidálni, emiatt nyolc hónapra Kistarcsára internálták. Azután segédmunkásként, majd esztergályosként dolgozott.

## Munkássága
1955-ben kezdett publikálni. Elsősorban a budapesti munkáséletet ábrázolta nagy emberismerettel. Első kötete, A hazudós 1958-ban jelent meg. Abban és a Vidám cimborák (1966) című elbeszéléskötetében a külvárosban élő, nagyüzemben dolgozó fiatalok sorsáról ír. A tudatos élet és az ösztönös vegetálás különös ellentétére hívja fel a figyelmet. Humorral vagy nosztalgiával idézi fel az ifjúság emlékét, az „ezerszer áldott nyolcadik kerület” lakóinak életét (Vidám cimborák, 1966; Kéktiszta szerelem, 1971). Iróniáival mutatta be azokat, akik kívül maradtak a társadalom küzdelmein (Vonó Ignác, 1978). Színdarabjaiban (Mocorgó, 1966; Cserepes Margit házassága, 1972) ugyancsak az ösztönösséget bírálta. Szerelemről bolond éjszakán (1975) című művében vallomásos személyességgel idézte fel ifjúságának kalandos élményeit.
Az 1962-ben megjelent Rozsdatemető című regénye óriási sikert és hatalmas kritikai visszhangot váltott ki. Rövid idő alatt több mint 30 nyelvre fordították le. Mindenekelőtt külvárosi és kispolgári hőseinek sorsát akarta vizsgálni és értelmezni, műve így „oknyomozó krónika” lett. Hősei, a Hábetler család tagjai minden tudatos cselekvéstől irtózva – a „történelem peremén” – élnek. A regény története 50 évet ölel fel, a hagyományos nagyregény lassú cselekményét intenzív előadásmód váltotta fel, gyorsan pergő párbeszédek, filmszerű vágások jelzik az események menetét.
Nagy sikerű televíziós filmek és színpadi előadások születtek műveiből.

## Kötetei
- A hazudós (elbeszélések, 1958)
- Rozsdatemető (regény, 1962)
- Vidám cimborák (novellák, 1966)
- Mocorgó (színmű, 1966)
- Jó estét nyár, jó estét szerelem (regény, 1969)
- Kéktiszta szerelem (színművek, 1971)
- Cserepes Margit házassága (dráma, 1972)
- A hazudós (és más történetek az ezerszer áldott nyolcadik kerületből) (1973)
- Szerelemről bolond éjszakán (regény, 1975)
- Gondolta a fene (esszék, 1977)
- A fiú, akinek angyalarca volt (regény, 1982)
- Vonó Ignác (dráma, komédia, 1978)
- Drámák (drámák, 1989)
- Szegény Vivaldi (novellák, esszék, vallomások, 1992)
- Lemaradt angyalok (elbeszélések, 1993)
- Szabadlábon. A szerző válogatása életművéből; Trikolor–Intermix, Bp., 1995 (Örökségünk)
- Fejes Endre; vál., szerk., bev. Stuber Andrea; Alexandra, Pécs, 2006 (Kossuth-díjas írók)
- Jó estét nyár, jó estét szerelem; dalok Presser Gábor, dalszöveg-konzultáns Sztevanovity Dusán; Nemzeti Színház, Budapest, 2010 (Nemzeti Színház színműtár)

## Színházi munkái
A Színházi adattárban regisztrált bemutatóinak száma: 37.
- "A humor: a teljes igazság". Mikes Lilla előadóestje (1963)
- Rozsdatemető (1963–1965, 1980, 1995)
- Mocorgó (1966, 2008)
- Vonó Ignác (1969, 1977, 1979, 1983, 2000)
- Cserepes Margit házassága (1976, 1978, 1985)
- Jó estét nyár, jó estét szerelem (1977, 1984–1985, 1992, 1995, 1997, 1999, 2006, 2008, 2010, 2015)
- Az angyalarcú (1982)

## Díjai, elismerései
- SZOT-díj (1958)
- A kisfilmszemle forgatókönyvdíja (1960)
- József Attila-díj (1963)
- Kossuth-díj (1975)
- A Fővárosi Tanács művészeti díja (1979)
- Nagy Lajos-díj (1992)
- A Magyar Köztársasági Érdemrend tisztikeresztje /polgári tagozat/ (1993)
- Pro Urbe Budapest (1999)
- Hazám-díj (2001)
- A Magyar Köztársasági Érdemrend középkeresztje a csillaggal /polgári tagozat/ (2003)
- Prima Primissima díj (2009)
- Babits Mihály Alkotói Emlékdíj[6] (2011)
- Józsefváros díszpolgára (2018) /posztumusz/[7]